# 밀퍼드 트랙

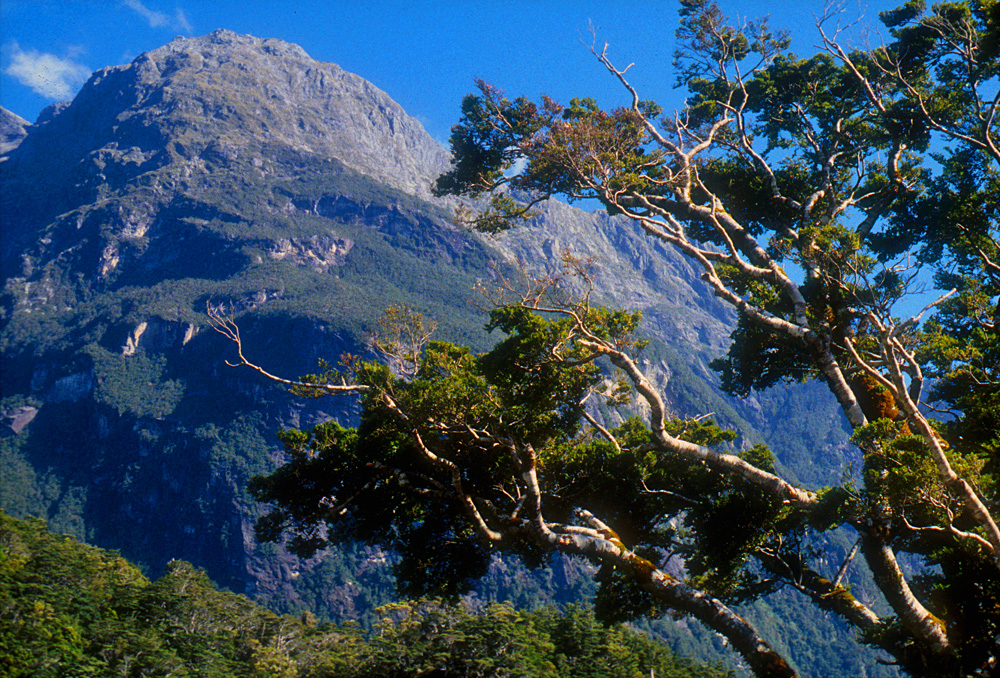
밀포드 쉬어다운 봉

밀퍼드 트랙(Milford Track)은 뉴질랜드에서 가장 유명한 트램핑 루트다. 이것은 풍광이 빼어난 산맥과 남섬 남서쪽에 있는 피오르드랜드 국립공원의 우림에 위치하고 있다. 이 트랙은 뉴질랜드의 시인 밸런치 보한(Blanche Baughan)이 기고한 “세계에서 가장 멋진 도보”라는 구절로 잘 알려져 있다. 잉글랜드에 있는 《런던 스펙태이터》에 실린 글에서 원래는 ‘유명한 도보’라는 말이 편집자에 의해 ‘세계에서 가장 멋진 도보’(The Finest Walk in the World)로 바뀌어 실렸다.

## 역사
마오리 원주민들은 밀퍼드 트랙을 귀한 청옥을 수집하고 운반하는 길로 사용했다. 이 트랙에 대해서는 많은 마오리 전설이 있다. 도널드 서들랜드와 존 맥케이는 1880년 현재의 ‘맥케이 폭포’와 ‘서덜랜드 폭포’를 발견한 최초의 유럽 탐험가였다.
퀸틴 맥키넌은 밀퍼트 트랙을 일반에게 알린 최초의 등반가이자 기업가였다. 그는 그 자신이 가이딩 투어를 하면서 그곳에서 마케팅 활동을 확장시켰다. 가장 긴 트랙 포인트인 ‘맥키넌 패스’와 같은 밀퍼드 트랙의 많은 부분들이 맥키넌에 의해 이름이 붙여졌다. 공식적인 뉴질랜드 보존국의 문헌에 따르면, 맥키넌 또한 팬케익의 일종인 팜폴로나를 요리하는 능력으로 그의 가이드 여행 오두막의 이름을 따기도 했다. 산업시설이나 농업의 미래가 없는 밀퍼드 사운드에는 초기의 대부분의 방문자와 투자자가 관광이 이 사운드에 주류가 될 것이라고 결정하고 가이드 트랙을 위한 관광의 기능을 밀퍼트 트랙에 대규모로 설정했다.

## 트랙 루트

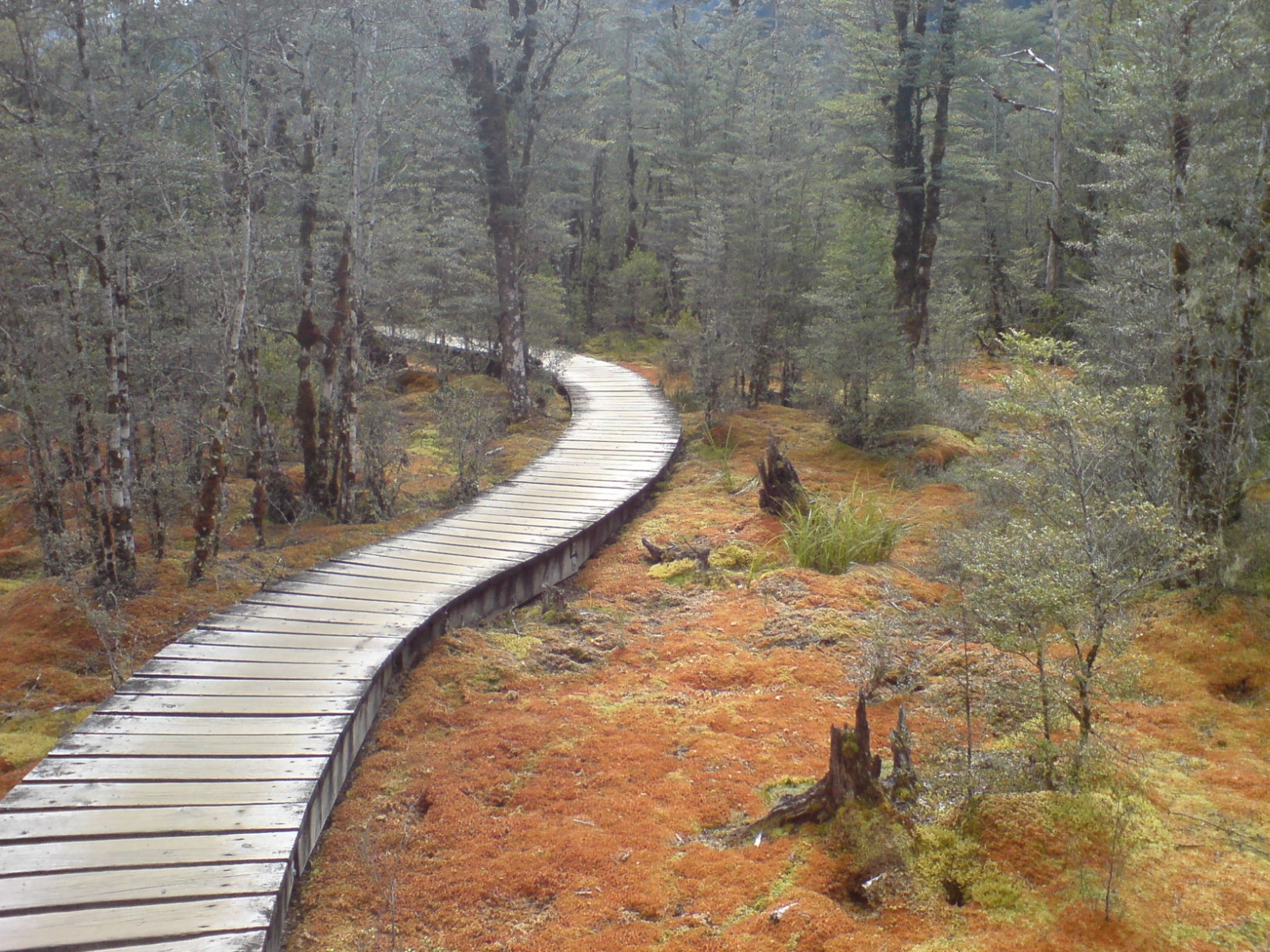
밀퍼드 트랙의 습지

밀프드 트랙은 53.5km의 거리에, 테아나우 호수 입구에서 시작해서 밀퍼드 사운드의 샌드플라이 포인트(Sandfly Point)에서 끝이 난다. 트램핑을 하면서, 우림과 습지, 그리고 산악 지역을 통과하게 된다. 인기 있는 코스로 보존국에 의해 잘 조성되어 있으며, 나인 그레이트 웍스의 하나이다. 코스의 종착지인 테아나우 호수는 페리나 플퍼드 사운드 로드의 도어 패스 등반으로 도달할 수 있다. 샌드플라이 포인트는 바다로 접근할 수 있으며, 바다 카약이나 또는 시즌에는 정기 페리편이 트램퍼를 위해 운행한다.

## 여름 성수기

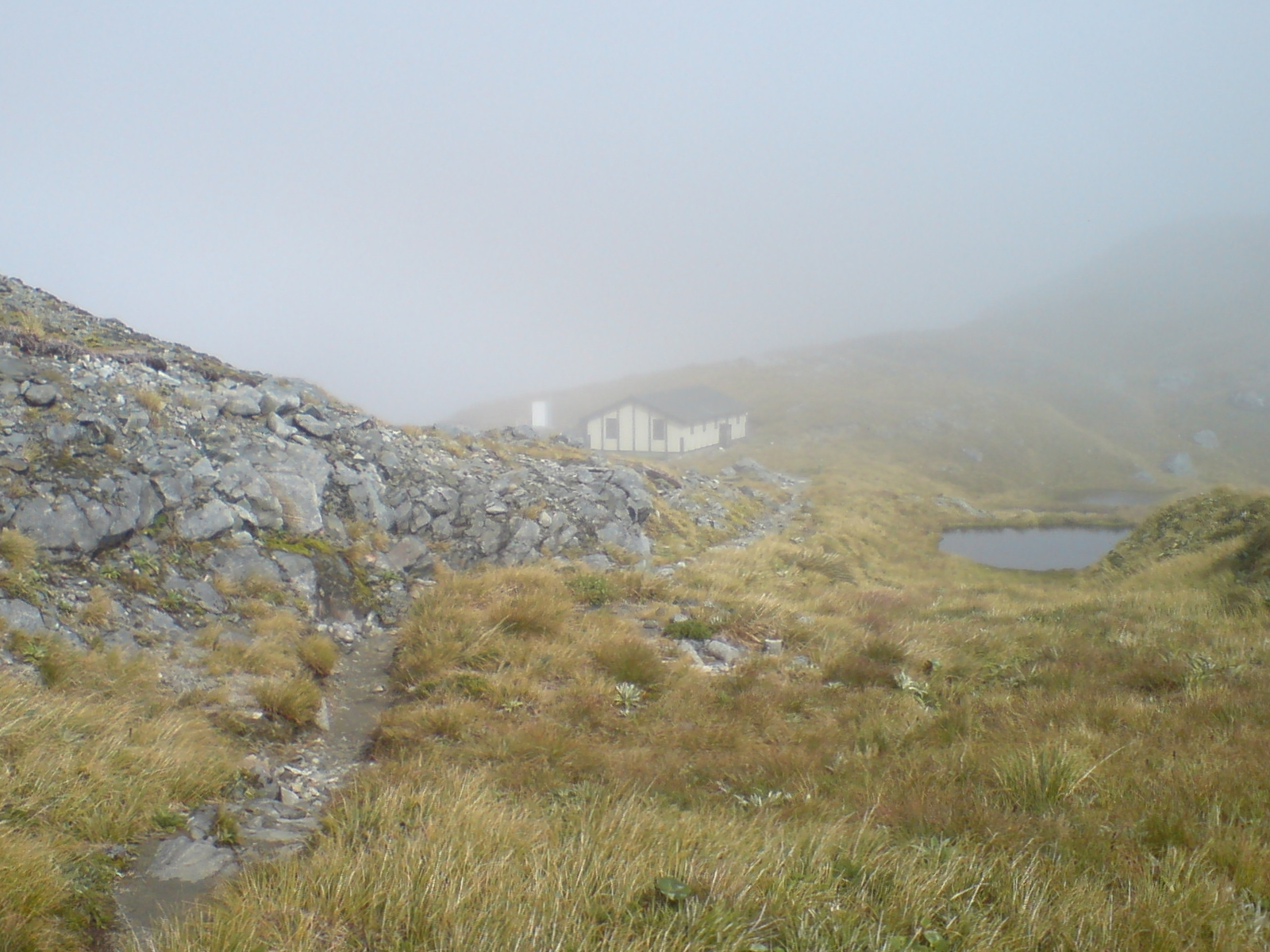
맥키넌 패스의 헛

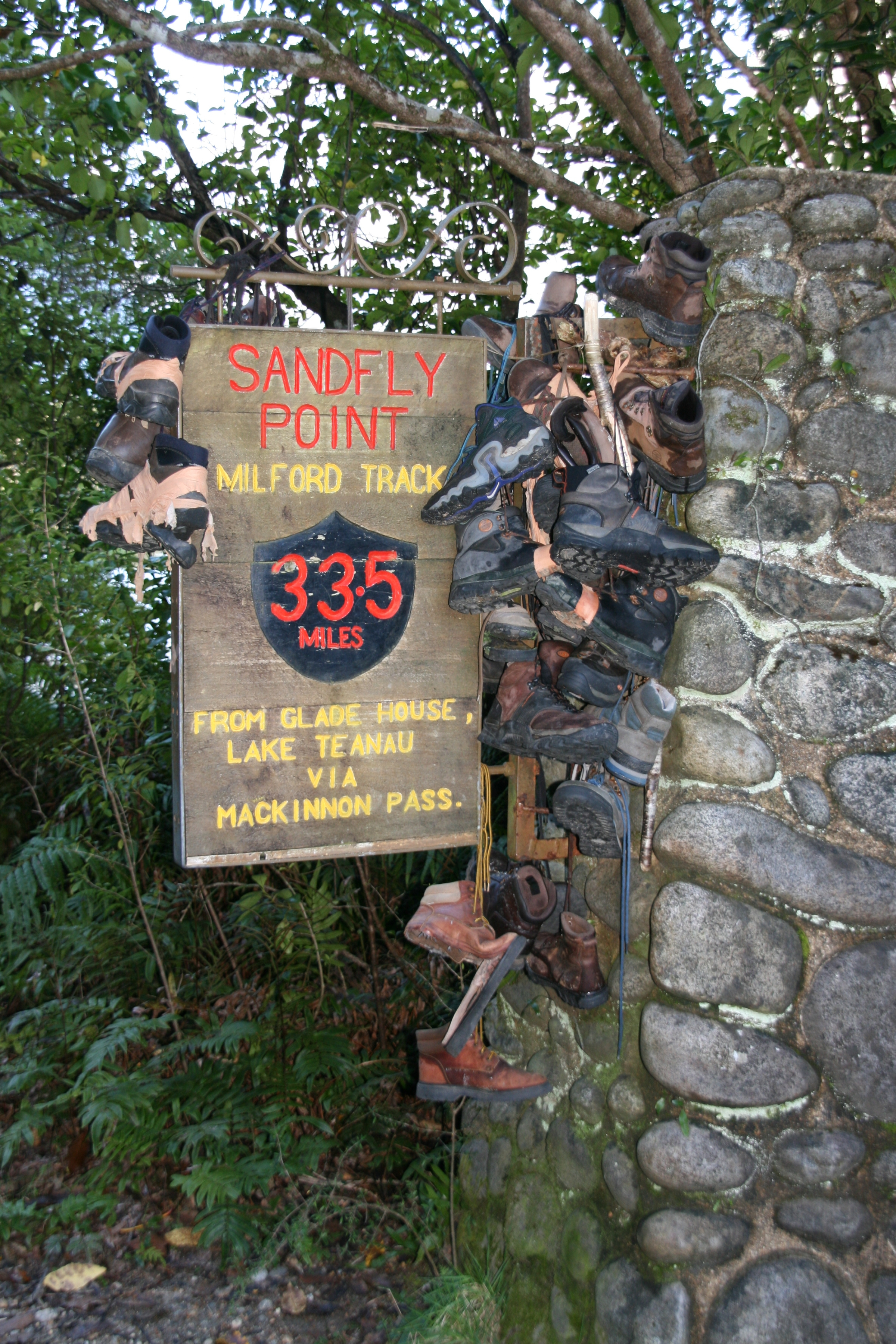
종착지인 샌드플라이 포인트의 버려진 신발들

10월에서 4월 말에 이르는 여름 성수기에는 등반로의 접근은 아주 통제된다. 등반객은 트랙을 4일만에 완주해야 하며, 북쪽 방면으로만 여행이 허용된다. 등반로에서 캠핑은 금지되며, 개별적으로 하이킹을 하거나 비용이 더 비싼 가이드 회사 소속의 가이드를 동반한 하이킹을 할 수 있다. 최대 매일 90명까지 등반로에 출발할 수 있으며, 개인은 40명, 그리고 가이드를 동반할 때는 50명까지 가능하다. 보통 이러한 90 자리는 비싼 가이드 하이킹에도 불구하고, 몇 달전에 예약이 끝난다. 일방통행제와 제한된 숙박시설 때문에 여행객은 날씨가 좋지 않아도 진행해야 한다. 특히 비가 많이 쏟아지는 시기에는 홍수가 난 지역에 추가 비용없이 헬기가 건너 주는 보존국(DOC) 헬기를 정기적으로 이용할 수 있다.

### 개별 트램핑
만약 개별적으로 진행한다면, 매일 밤 보존국이 운영하는 오두막에서 보내야 한다. 개별 도보객을 위한 오두막은 벙커와 거실, 그리고 조리기구 등 기본적인 시설이 모두 갖추어져 있다. 음식과 개별 장비는 개인이 준비해야 한다.

### 가이드 트램핑
가이드 트램핑을 할 때, 여행객은 사기업이 운영하는 오두막에서 머문다. 이러한 오두막에는 따듯한 물이 나오는 샤워 시설이나 식사, 침대, 라운지, 전기불, 건조실 등을 갖추고 있다. 가이드 트램핑을 하는 여행객은 의류나 화장실 물품 등 개별적인 물품만 갖추면 되고, 도보여행 중 먹을 수 있는 점심까지 준비를 해야 한다.

## 비성수기
5월에서 10월 중순에 이르는 오프 시즌에는, 트랙이 기본적으로 제한되지 않으며, 어느 방면으로든 트램핑이 가능하고 날짜 제한도 없다. 하지만 이 시기의 트램핑은 헛의 시설들이 치워지기 때문에 좀 더 어렵고 위험하다. 일부 다리도 위험 방지를 위해 없어지며, 산사태가 나는 길이 많다.

## 산장
| 이름                            | 설명                                                         | 위치                                                                                    |
| 뉴질랜드 보존국 산장(Huts)      | 뉴질랜드 보존국 산장(Huts)                                   | 뉴질랜드 보존국 산장(Huts)                                                              |
| ------------------------------- | ------------------------------------------------------------ | --------------------------------------------------------------------------------------- |
| 클린턴 헛                       | 1박째, 클린턴 폭스 바로 앞, 습지 판자길 지나서               | 남위 44° 54′ 18.2265″ 동경 167° 54′ 06.6271″ / 남위 44.905062917° 동경 167.901840861°   |
| 민타로 헛                       | 2박째, 맥키넌 패스까지 올라가는 출발점 바로 앞에 위치        | 남위 44° 48′ 37.6068″ 동경 167° 46′ 34.8433″ / 남위 44.810446333° 동경 167.776345361°   |
| 덤플링 헛                       | 3째, 퀸틴 랏지 몇 km 지나                                    | 남위 44° 46′ 07.1815″ 동경 167° 45′ 56.3539″ / 남위 44.768661528° 동경 167.765653861°   |
| 사설 산장(Lodges) (가이드 동반) |                                                              |                                                                                         |
| 글레이드 하우스                 | 1박째, 트랙 출발지 바로 1.2 km 지점                          | 남위 44° 55′ 19.0207″ 동경 167° 55′ 44.5579″ / 남위 44.921950194° 동경 167.929043861°   |
| 폼폴로나 랏지                   | 2박째, 클린턴 캐년의 숲 지역, 버스정류장 쉘터 바로 지나      | 남위 44° 50′ 16.0077″ 동경 167° 47′ 33.0951″ / 남위 44.837779917° 동경 167.792526417°   |
| 퀸틴 랏지                       | 3박째, 서들랜드 폭포 분기점에, 로어링 번(the Roaring Burn)에 | 남위 44° 47′ 28.1969″ 동경 167° 45′ 17.6311″ / 남위 44.791165806° 동경 167.754897528°   |
| 주간 이용 휴게소                |                                                              |                                                                                         |
| 히레레 쉘터                     | 클린턴 폭스(Clinton Forks) 바로 다음                         | 남위 44° 52′ 12.4809″ 동경 167° 50′ 32.1287″ / 남위 44.870133583° 동경 167.842257972°   |
| 정스정류장 쉘터                 | 폼폴로나 랏지 바로 이전                                      | 남위 44° 50′ 25.73″ 동경 167° 48′ 16.08″ / 남위 44.8404806° 동경 167.8044667°           |
| 패스 헛                         | 맥키넌 패스 정상에 위치                                      | 남위 44° 48′ 11.5774″ 동경 167° 46′ 33.55260″ / 남위 44.803215944° 동경 167.7759868333° |
| 보트쉐드 헛                     | 맥케이 폭포 바로 앞                                          | 남위 44° 44′ 20.3285″ 동경 167° 48′ 11.1794″ / 남위 44.738980139° 동경 167.803105389°   |

## 볼거리
| 이름                 | 설명                                                                          | 위치                                                                                  |
| -------------------- | ----------------------------------------------------------------------------- | ------------------------------------------------------------------------------------- |
| 맥키넌 패스          | 산맥으로 아로새겨진 빙하로 둘러쌓인 장엄한 주요 분할자 통로                   | 남위 44° 48′ 4.7954″ 동경 167° 45′ 58.5687″ / 남위 44.801332056° 동경 167.766269083°  |
| 서덜랜드 폭포        | 퀼 호수에 의해 생성된 580m의 뉴질랜드에서 가장 긴 폭포                        | 남위 44° 48′ .8028″ 동경 167° 43′ 48.7668″ / 남위 44.800223000° 동경 167.730213000°   |
| 니콜라스 원형협곡    | 북쪽 맥키넌 패스로 향할 때, 협곡 머리에 있는 빙하산맥의 고리                  | 남위 44° 48′ 동경 167° 45′  / 남위 44.800° 동경 167.750°                              |
| 멕케이 폭포와 벨락   | 맥케이 폭포에 의해 푹패여 뒤집혀진 벨락(Bell Rock)                            | 남위 44° 43′ 52.2879″ 동경 167° 47′ 25.4022″ / 남위 44.731191083° 동경 167.790389500° |
| 자이언트 게이트 폭포 | 북쪽행 밀퍼드 트랙의 마지막 주요 폭포                                         | 남위 44° 42′ 13.9603″ 동경 167° 51′ 09.4569″ / 남위 44.703877861° 동경 167.852626917° |
| 아다 호수            | 로어링 번 강을 가로지르는 산사태로 생겨난 호수                                | 남위 44° 42′ 30.6758″ 동경 167° 51′ 27.5585″ / 남위 44.708521056° 동경 167.857655139° |
| 밀퍼드 사운드        | 거울같은 피오르 지형, 기괴한 절벽 등 세계적으로 유명한 장관                   | 남위 44° 36′ 55.1187″ 동경 167° 51′ 43.8424″ / 남위 44.615310750° 동경 167.862178444° |
| 테아나우 호수        | 빙하작용에 의해 생성되었으며, 이 호수는 뉴질랜드 담수호로서는 두 번째로 크다. | 남위 44° 56′ 24.2160″ 동경 167° 54′ 43.7652″ / 남위 44.940060000° 동경 167.912157000° |

## 같이 보기
- 밀퍼드 사운드